# Moriguchi
Moriguchi (守口市?) è una città giapponese della prefettura di Ōsaka.

## Infrastrutture e trasporti
La città è ben collegata con Osaka e con Kyoto da ferrovie e strade.

### Ferrovie
- Ferrovie Keihan
  - Linea principale Keihan: stazione di Takii - stazione di Doi (Osaka) - stazione di Moriguchishi
- Metropolitana di Osaka
  - Linea Tanimachi: Moriguchi - stazione di Dainichi
- Monorotaia di Ōsaka
  - stazione di Dainichi

### Strade
- Autostrade
  - Autostrada del Kinki
  - Autostrada Hanshin
- Strade statali
  - Strada statale 1
  - Strada statale 163
  - Strada statale 479
- Strade prefetturali
  - Strada prefetturale 2 (raccordo anulare di Osaka)
  - Strada prefetturale 13 (Kyoto - Moriguchi)
  - Strada prefetturale 15 (Moriguchi - Yao)